# Медвежонок Винни и его друзья
«Медвежо́нок Ви́нни и его друзья» (англ. Winnie the Pooh) — американский анимационный музыкальный комедийный фильм 2011 года, созданный студией Walt Disney Animation Studios и выпущенный студией Walt Disney Pictures. Он 51-й мультфильм, снятый студией, основанный на одноименной повести, написанной Аланом Милном и проиллюстрированной Эрнестом Шепардом. Фильм является возрождением диснеевской франшизы «Винни-Пух» и пятым кинотеатральным фильмом о Винни-Пухе. Режиссёрами выступили Стивен Андерсон и Дон Холл (в своём полнометражном режиссёрском дебюте), продюсерами — Питер Дель Вечо и Кларк Спенсер, рассказчиком — Джон Клиз по сюжету Андерсона, Холла, Брайана Кесинджера, Клио Чианга, Дона Догерти, Кенделла Хойера, Николь Митчелл и Джереми Спирса.
Джим Каммингс повторяет свои роли Винни-Пуха и Тигрули, а Трэвис Оутс повторяет свою роль Хрюника, в то время как Том Кенни, Крейг Фергюсон, Бад Лаки и Кристен Андерсон-Лопес озвучивают Кролика, Филина, Ушастика и Кенгу. По сюжету, жители Большого леса отправляются спасти Кристофера Робина от воображаемого преступника, в то время как Пух борется с голодом по мёду.
Производство началось в сентябре 2008 года после того, что главный креативный директор Walt Disney Animation Studios Джон Лассетер объявил, что Disney хочет создать фильм, который «выйдет за пределы поколений». Фильм включает в себя шесть песен Кристен Андерсон-Лопес и Роберта Лопеса и музыку Генри Джекмана, а также исполнение музыкальной темы братьев Шерман «Winnie the Pooh» актрисы и музыканта Зоуи Дешанель. С продолжительностью 63 минуты, это самый короткий театральный мультфильм Disney на сегодняшний день, превосходящий 64 минуты «Дамбо». Фильм также является первым продолжением, снятым Walt Disney Animation Studios за двенадцать лет после «Фантазии 2000».
Фильм был выпущен 6 апреля 2011 года в Европе и 15 июля 2011 года в США. В России фильм вначале планировалось выпустить в июне 2011 года сразу на DVD, без выпуска в кинопрокат. Но позже было объявлено, что мультфильм всё же будет выпущен в кинотеатрах 25 августа 2011 года. Он получил в основном положительные отзывы от критиков, которые похвалили его ностальгическое чувство, но раскритиковали его короткую длительность. Тем не менее, мультфильм провалился в прокате, заработав 50 миллионов долларов по всему миру при бюджете в 30 миллионов долларов. Хотя это последний рисованный мультфильм Disney, продюсер Питер Дель Вечо и режиссёры «Холодного сердца» Крис Бак и Дженнифер Ли в 2019 году подтвердили, что в будущем будут возможности для рисованных мультфильмов.

## Сюжет
Фильм начинается тем, что Рассказчик говорит спящему Медвежонку Винни, что пора вставать, так как его ждёт срочно-важное дело. Когда он встал, то оказалось, что мёда дома не осталось, и тогда он пошёл к Ушастику, чтобы попросить его у него. Но у ослика не оказалось не только мёда, а ещё и хвоста. Кристофер Робин объявил конкурс на лучший хвостозаменитель, и все стали предлагать свой вариант. Призом за победу, по предложению Винни, стал горшочек мёда. Победил Филин: он повесил ослику на гвоздь грифельную доску и написал на ней «ХВОСТ».
Медвежонок Винни пошёл попросить мёду у Кристофера Робина, но оказалось, что его нет дома, там была только записка. Винни отнёс её Филину (который единственный умел читать) и оказалось, что текст записки следующий: «Я ушол по дилам Яскорра ка эр». Филин объявил тревогу, ведь Кристофера Робина похитило страшное чудовище по имени Яскорра! А у Кролика возник план, как его спасти: надо вырыть глубокую яму и поставить приманку для Яскорры; он свалится, а все-все-все спасут Кристофера Робина! Все занялись этим делом, кроме Тигрули, который пошёл «следопытать» Яскорру. Но вместо чудища он нашёл Ушастика, которого немедленно решил переделать в «Тигрулю-номер-два». Тигруля (№ 1) переоделся в Яскорру и стал репетировать с осликом, что он будет делать, если на него нападёт чудовище. Ушастик, не выдержав такого безумного отношения к нему со стороны тигра, спрятался в пруду. А Тигруля, переодетый в Яскорру, увидел свои следы и решил, что его преследует чудовище, а «Тигрулю № 2» оно уже съело. Тигруля испугался и в таком наряде убежал в чащу леса.
Тем временем Хрюня выкапывал глубокую яму, а Винни «руководил копанием». Когда копание было завершено, Хрюня набросил на яму ковёр для пикника и в центр поставил пустой горшочек с надписью «МИОТ». К этому моменту Винни уже совсем изголодался, и у него пошли галлюцинации: например, его тень была похожа на горшочек с мёдом, а между Кенгой и Ру произошёл следующий диалог:
«Мама, можно немного помёдиться мёдом?» — «Нет. Сначала мёд, потом уж мёд». Глюки коснулись и Рассказчика — в книге целыми строчками было написано «МЁД МЁД МЁД»…
Когда медвежонок открыл глаза, то всё вокруг было из мёда. Винни ел и ел мёд, как вдруг оказалось, что он ел грязь из лужи. Тогда он пошёл искать настоящий мёд, и нашёл горшочек с надписью «МИОТ», стоявший на коврике для пикника. Горшочек оказался пустым, а Винни — в яме. В это время все-все-все везде искали мишку, и нашли в этой яме.
Неожиданно к ним пришёл Ушастик с новым хвостом (якорем на длинной огромной цепи). У Кролика возник ещё один гениальный план: надо взять якорь на цепи Ушастика, кинуть его в яму к Винни, вытащить его, потом прославиться, получить награду и стать королём крольчих… В общем, Кролик отвлёкся от мысли, а когда вернулся к ней, воплотил план в жизнь. Но пошло всё не совсем так, как он хотел. Цепь оказалась относительно всех-всех-всех очень короткой, поэтому в яму попали все, кроме Хрюни. Наверху остались только Хрюня, Тигруля да Яскорра — так думали те, кто оказался на дне ямы…
Кролик стал давать указания Хрюне, что надо сделать чтобы их вытащить. К сожалению, поросёнок оказался слишком глупым, поэтому считал, что цветок достаточно красивый, чтобы вытащить друзей, что книга достаточно толстая, а верёвка слишком длинная. Наконец Кролику удалось втолковать Хрюне, что надо пойти в дом Кристофера Робина и взять там скакалку. Филин вылетел из ямы, чтобы подбодрить поросёнка, и зачем-то залетел обратно.
Хрюня долго бродил по лесу. В ветках трухлявого дерева он нашёл воздушный шарик. Вдруг к нему подкрался силуэт Яскорры. Хрюня сел на шарик и полетел вверх… Яскоррой, конечно, оказался Тигруля. Но на крик поросёнка «Там Яскорра!!!» он среагировал таким образом, что решил, что за его спиной монстр, и поэтому побежал вслед за Хрюней. В результате этой погони оба упали в яму, в которой находились все остальные, попутно вышибив из книги все буквы.
Винни увидел на краю ямы горшочек с надписью «МИОТ» и построил буквичную лестницу. Горшочек, естественно был пустым. Кролик увидел, что появился выход, и все-все-все выбрались из ямы. В этот момент из кустов послышался шорох, и из них вышел… Кристофер Робин, целый и невредимый, с воздушным шариком. Друзья рассказали ему про Яскорру и про то, кто это такой. Но оказалось, что на записке было написано «Я ушёл по делам. Я скоро. К. Р. »
Дело шло к вечеру, а Винни всё ещё был голоден. Он пришёл к Филину, чтобы попросит у него мёда, и нашёл там хвост Ушастика в качестве ниточки для звонка. Рядом была надпись «Прозьба ни стучать званить». Винни немедленно схватил хвост и побежал к Кристоферу Робину. Тот приколотил хвост на законное место ослика. И за это Винни получил гигантский горшок с «миотом»!
В сцене после титров показано, как той же ночью из леса вышел сам Яскорра, который, впрочем, оказался довольно дружелюбным и совсем не злым. Монстр начал собирать разбросанные вокруг вещи, решив, что они принадлежат существу, нарисованному мелом на доске (а нарисован Филином был сам Яскорра), потому что подумал, что это существо разозлится, увидев, что его вещи разбросаны. В конце концов, провалившись в яму, Яскорра сильно удивился этому и решил ждать, пока "то страшилище" не придёт к яме.

## Роли озвучивают
- Джим Каммингс:
  - Винни-Пух, добрый антропоморфный медведь, который любит мёд. Аниматором персонажа был Марк Хенн.
  - Тигруля, гиперактивный и храбрый тигр. Аниматором персонажа был Андреас Дежа.
- Трэвис Оутс — Хрюня, маленький поросёнок, который боится всего, и лучший друг Винни. Аниматором персонажа был Брюс У. Смит.
- Бад Лаки — Ушастик, старый серый ослик, который часто бывает грустным и который теряет свой хвост. Аниматором персонажа был Рэнди Хэйкок.
- Хьюэлл Хаузер — Яскорра, таинственное существо, которое, как считалось, похитило Кристофера Робина. Аниматором персонажа был Эрик Голдберг.
- Джек Боултер — Кристофер Робин, мальчик и один из лучших друзей Винни. Аниматором персонажа также был Хенн.
- Том Кенни — Кролик, претенциозный и прямолинейный кролик. Он любит сажать овощи в своём саду. Аниматором персонажа также был Голдберг.
- Кристен Андерсон-Лопес — Кенга, самка кенгуру и мать Ру. Аниматором персонажа также был Смит.
- Уайатт Дин Холл — Ру, возбудимый молодой кенгуру Кенги. Аниматором персонажа также был Смит.
- Крейг Фергюсон — Филин, пожилой филин, который не так мудр, как думает, и рассказывает очень длинные и скучные истории о своей семье. Аниматором персонажа был Дейл Бэр.
- Джон Клиз — рассказчик

## Производство
В ноябре 2008 года главный креативный директор Walt Disney Animation Studios Джон Лассетер впервые обратился к Стивену Андерсону и Дону Холлу по поводу создания нового фильма «Винни-Пух» для кинотеатров, при этом двое с энтузиазмом приняли эту идею и занялись проектом. В 2009 году Лассетер, Андерсон и Холл посмотрели классические короткометражные мультфильмы о Винни, чтобы выяснить, как сделать главного героя культурно значимым.
После поездки в Эшдаунский лес в Сассекс, Юго-Восточная Англия, чтобы узнать местоположение оригинальных рассказов Алан Милна, создатели фильма включили в производство Барни Мэттинсона, ветерана Disney, который работал в качестве ключевого аниматора в короткометражном мультфильме «Винни-Пух, а с ним и Тигра!», и он стал ведущим художником раскадровки. Посмотрев все мультфильмы о Винни, Мэттинсон подумал, что может использовать главу «В котором Иа-Иа теряет свой хвост, а Пух находит» в качестве основной идеи для сюжета. Пятиминутная подача Мэттинсона для сцены, где Ушастик теряет хвост, приписывают убеждение руководителей Disney сделать фильм полнометражным. Что касается решения использовать нарисованную от руки (традиционную) анимацию вместо компьютерных изображений (CGI), Андерсон заявил, что «Если бы это был полностью CG-анимационный, рендеренный и освещённый Винни, это было бы просто неправильно. Мы бы оказали персонажам настоящую плохую услугу». Многие сотрудники анимации, работавшие над мультфильмом «Принцесса и лягушка» были привлечены для работы над «Винни», так как оба мультфильма включали традиционную анимацию, а дополнительная очистка между анимацией и цифровыми чернилами и краской была предоставлена компанией Yowza Animation, Inc. В постановке использовалось то же программное обеспечение, которое использовало для «Принцессы и лягушки», Harmony от компании Toon Boom Animation, для цифровых чернил и рисования рисунков.
Первоначально в фильме должно было быть пять глав, но окончательная версия черпала вдохновение из трёх. Лассетер также объявил, что друзья и родственники Кролика будут в фильме, но сцена с ними была удалена. В интервью с ABC 4, Кена Сэнсома спросили об озвучивании Кролика, он сказал: «Я не уверен». Его заменил Том Кенни, хотя Сэнсом утверждал, что у него всё ещё есть контракт.

## Показ
Мультфильм был выпущен 6 апреля 2011 года в Бельгии; 11 апреля в Германии; и 15 апреля в Великобритании. В США он был выпущен 15 июля 2011 года.

### Короткометражные фильмы
Мультфильму предшествовала короткометражная анимационная «Баллада о Несси», в которой рассказывается история о том, как Лох-несское чудовище и ее лучший друг Маккуак (резиновая уточка) жили в Лох-Нессе, которое они теперь называют домом. На некоторых международных показах вместо этого транслировался эпизод «Золотая рыбка Кабби» из мультсериала Disney Junior «Джейк и пираты Нетландии».

### Выход на видео
Фильм был впервые выпущен 25 октября 2011 года под номером 51 в линейке Animated Classics на Blu-ray, DVD и в цифровом формате. Релизы включали короткометражки «Баллада о Несси» и «Мини-приключения медвежонка Винни: Воздушный шар Винни», а также удалённые сцены.